# Crataegus beata
Crataegus beata är en rosväxtart som beskrevs av Charles Sprague Sargent. Crataegus beata ingår i hagtornssläktet som ingår i familjen rosväxter. Utöver nominatformen finns också underarten C. b. compta.